# Adam Lazzara
Adam Burbank Lazzara (ur. 22 września 1981 w Sheffield) – amerykański wokalista, członek zespołu Taking Back Sunday.